# Barzaz Breiz
«Barzaz Breiz» («Бретонские баллады») — сборник бретонских песен, изданный виконтом Теодором Эрсаром де ла Вильмарке в 1839 году (под псевдонимом Kervarker). Книга стимулировала интерес общества к изучению бретонской и кельтской культуры. Фольклорные источники этих песен изучал профессор Донасьен Лоран (1935—2020).

## Издания
Первое издание имело подзаголовок на французском языке: …собранные и опубликованные с французским переводом, разъяснениями, примечаниями и оригинальными мелодиями Т. де ла Вильмарке. Было осуществлено в двух томах
Затем материал был переработан составителем и новый вариант издан в 1845 году. В 1867 году книга была впервые издана в одном томе (шестое издание). Последнее прижизненное издание (девятое) было осуществлено в 1893 году. Последнее на настоящий момент издание было осуществлено в 1999 году.
Многочисленные переводы Бретонских баллад (на английский, немецкий, польский, итальянский и другие языки) базируются в основном на издании 1867 года.

## Переводы и переложения
- Бретонские <песни> // Песни разных народов / Перевод Н. Берга. — М.: Унив. тип., 1854. — 556 с. Содерж. раздела: «Паж короля Людовика XI», «Серебряные зеркала», «Прорицания Гвенглана», «Элоиза и Абелард», «Вино, отнятое у галлов», «Свадебный пояс». Переводы выполнены по изданию 1846 года, публикуются с параллельным текстом на бретонском языке.
- Бретань // Гимны, песни и замыслы древних / К. Бальмонт. — СПб.: Пантеон, [1909]. — 211 с. Содерж. раздела: «Ряды (Друид и Ребёнок)», «Пророчество Гвенк’Глана», «Пьяность Солнца и Пляска меча».

## Влияние
Тексты, собранные в Barzaz Breiz, активно используются как фольклорными коллективами, так и исполнителями в жанре фолк-рок: Аланом Стивеллом, Tri Yann, Dao Dezi и т. д.